# Totonicapán (Guatemala)
Totonicapán é um município  da Guatemala, do departamento de Totonicapán. É a capital do departamento de Totonicapán, localiza-se a 201 km da Cidade da Guatemala, na República da Guatemala . Possui parte da população pertence à etnia quiché. A estimativa da população é de 117.483 hab. distribuídos pela sede, pelas aldeias e povoados da zona rural.